# Narcis Bădic
Narcis Bădic (n. 15 iulie 1991, Iași, România) este un fotbalist român retras din activitate, care a jucat pe post de mijlocaș la Politehnica Iași.
1. ↑  Narcis Badic, Transfermarkt